# Associazione Calcio Siena 1994-1995
Questa voce raccoglie le informazioni riguardanti l'Associazione Calcio Siena nelle competizioni ufficiali della stagione 1994-1995.

## Stagione
Nella stagione 1994-1995 il Siena disputa il nono campionato di Serie C1 della sua storia. Allenato da Silvio Baldini ottiene il nono posto con 42 punti. Ha fatto bene il giovane attaccante Walter Lapini, di scuola Roma, che si è imposto all'attenzione con 14 centri in campionato.

## Divise e sponsor
| 1ª divisa |

## Organigramma societario
Area direttiva
- Presidente: Max Paganini
- Direttore sportivo: Nelso Ricci
- Segretario: Sandro Maffei

Area tecnica
- Allenatore: Silvio Baldini

Area sanitaria
- Medico sociale: Andrea Causarano
- Massaggiatore: Bruno Tanganelli

## Rosa
| N. |                   | Ruolo | Calciatore           |
| -- | ----------------- | ----- | -------------------- |
|    | Italia (bandiera) | P     | Andrea Armellini     |
|    | Italia (bandiera) | P     | Filippo Gambelli     |
|    | Italia (bandiera) | D     | Daniele Baldini      |
|    | Italia (bandiera) | D     | Michele Cinelli      |
|    | Italia (bandiera) | D     | Angelo Consagra      |
|    | Italia (bandiera) | D     | Sergio Lancini       |
|    | Italia (bandiera) | D     | Andrea Pepi          |
|    | Italia (bandiera) | D     | Alessandro Signorini |
|    | Italia (bandiera) | C     | Matteo Baiocchi      |
|    | Italia (bandiera) | C     | Gianfranco Campioli  |
|    | Italia (bandiera) | C     | Marco Caputi         |

| N. |                   | Ruolo | Calciatore       |
| -- | ----------------- | ----- | ---------------- |
|    | Italia (bandiera) | C     | Fabio Carsetti   |
|    | Italia (bandiera) | C     | Guido Di Fabio   |
|    | Italia (bandiera) | C     | Alessio Floridi  |
|    | Italia (bandiera) | C     | Valerio Fommei   |
|    | Italia (bandiera) | C     | David Stefani    |
|    | Italia (bandiera) | A     | Ivan Iacona      |
|    | Italia (bandiera) | A     | Walter Lapini    |
|    | Italia (bandiera) | A     | Federico Lauria  |
|    | Italia (bandiera) | A     | Graziano Mannari |
|    | Italia (bandiera) | A     | Umberto Marino   |
|    | Italia (bandiera) | A     | Roberto Putelli  |

## Risultati

### Serie C1

#### Girone d'andata
| Arbitro: | Serena (Bassano del Grappa) |

|  |           |            |
|  | Marcatori | 64’ Lapini |

| Arbitro: | Piretti (Ravenna) |

|            |           |             |
| Lapini 49’ | Marcatori | 61’ Marasco |

| Arbitro: | L. Branzoni (Pavia) |

|               |           |            |
| D'Isidoro 47’ | Marcatori | 26’ Lapini |

| Siena 18 settembre 1994 4ª giornata | Siena             | 0 – 0 | Barletta | Stadio Artemio Franchi\| Arbitro: \| Innocente (Udine) \| |
| Arbitro:                            | Innocente (Udine) |       |          |                                                           |

| Arbitro: | Manganelli (Milano) |

|             |           |  |
| Capitti 70’ | Marcatori |  |

| Arbitro: | Calabrese (Avezzano) |

|                   |           |                       |
| Lapini 76’ (rig.) | Marcatori | 35’ Logarzo 48’ Libro |

| Sora 9 ottobre 1994 7ª giornata | Sora                | 0 – 0 | Siena | Stadio Sferracavallo\| Arbitro: \| Genovese (Avellino) \| |
| Arbitro:                        | Genovese (Avellino) |       |       |                                                           |

| Arbitro: | Ercolino (Cassino) |

|            |           |             |
| Lapini 84’ | Marcatori | 45’ M. Moro |

| Arbitro: | D'Errico (Frattamaggiore) |

|                      |           |            |
| Francioso 50’ (rig.) | Marcatori | 61’ Lapini |

| Arbitro: | Ferrarini (Parma) |

|                 |           |  |
| Lapini 54’, 76’ | Marcatori |  |

| Arbitro: | Tripaldi (Potenza) |

|                |           |                   |
| Botticelli 89’ | Marcatori | 11’ (rig.) Lapini |

| Arbitro: | Gambino (Barletta) |

|  |           |              |
|  | Marcatori | 43’ Aglietti |

| Castellammare di Stabia 27 novembre 1994 13ª giornata | Juventus Stabia  | 0 – 0 | Siena | Stadio Romeo Menti\| Arbitro: \| Corda (Cagliari) \| |
| Arbitro:                                              | Corda (Cagliari) |       |       |                                                      |

| Arbitro: | Nucini (Bergamo) |

|            |           |          |
| Putelli 5’ | Marcatori | 33’ Lupo |

| Arbitro: | Preschern (Mestre) |

|  |           |                        |
|  | Marcatori | 46’ (aut.) Perdichizzi |

| Arbitro: | Serena (Bassano del Grappa) |

|                         |           |  |
| Lapini 68’ Campioli 84’ | Marcatori |  |

| Ischia 30 dicembre 1994 17ª giornata | Ischia Isolaverde | 0 – 0 | Siena | Stadio Vincenzo Mazzella\| Arbitro: \| Piretti (Ravenna) \| |
| Arbitro:                             | Piretti (Ravenna) |       |       |                                                             |

#### Girone di ritorno
| Arbitro: | Rossi (Ciampino) |

|  |           |                                 |
|  | Marcatori | 30’ S. Melotti 89’ Signorelli I |

| Arbitro: | Vendramin (Castelfranco Veneto) |

|                          |           |            |
| Marasco 53’ Esposito 79’ | Marcatori | 65’ Lapini |

| Arbitro: | Pizzini (Verona) |

|                        |           |  |
| Lapini 7’ Campioli 79’ | Marcatori |  |

| Arbitro: | Malatesta (Terni) |

|                    |           |                        |
| Carruezzo 50’, 71’ | Marcatori | 87’ (rig.), 90’ Lapini |

| Arbitro: | Ruggiero (Nocera Inferiore) |

|                                                   |           |  |
| Lapini 35’ Putelli 53’ (rig.) Campioli 73’ (rig.) | Marcatori |  |

| Arbitro: | Fausti (Milano) |

|           |           |  |
| Libro 89’ | Marcatori |  |

| Arbitro: | Ingenito (Nocera Inferiore) |

|             |           |              |
| Stefani 33’ | Marcatori | 55’ D'Antimi |

| Arbitro: | Longo (Paola) |

|              |           |  |
| Cecchini 55’ | Marcatori |  |

| Arbitro: | Urbano (Carbonia) |

|             |           |  |
| Putelli 50’ | Marcatori |  |

| Arbitro: | Dagnello (Trieste) |

|                        |           |              |
| Chirico 18’ Ortoli 89’ | Marcatori | 65’ Di Fabio |

| Arbitro: | Ciccoianni (Ascoli Piceno) |

|              |           |               |
| Campioli 64’ | Marcatori | 42’ Matticari |

| Arbitro: | Pizzini (Verona) |

|                                 |           |            |
| Toscano 41’ Aglietti 65’ (rig.) | Marcatori | 68’ Caputi |

| Arbitro: | Lion (Padova) |

|                       |           |  |
| Putelli 28’, 40’, 82’ | Marcatori |  |

| Arbitro: | Sorte (Bergamo) |

|             |           |  |
| Belotti 41’ | Marcatori |  |

| Siena 14 maggio 1995 32ª giornata | Siena                     | 0 – 0 | Atletico Catania | Stadio Artemio Franchi\| Arbitro: \| D'Errico (Frattamaggiore) \| |
| Arbitro:                          | D'Errico (Frattamaggiore) |       |                  |                                                                   |

| Arbitro: | Alban (Bassano del Grappa) |

|                          |           |                      |
| Montella 13’, 87’ (rig.) | Marcatori | 9’, 17’, 72’ Putelli |

| Arbitro: | Ferrarini (Parma) |

|                             |           |                                          |
| Putelli 56’ Lauria 76’, 87’ | Marcatori | 11’ (rig.) Di Baia 24’ Matrone 88’ Russo |

### Coppa Italia Serie C

#### Primo turno
| Poggibonsi 21 agosto 1994 | Poggibonsi | 0 – 2 | Siena | Stadio Stefano Lotti |

| Siena 31 agosto 1994 | Siena | 4 – 0 | Poggibonsi | Stadio Artemio Franchi |

#### Secondo turno
| Siena 21 settembre 1994 | Siena | 2 – 2 | Pistoiese | Stadio Artemio Franchi |

| Pistoia 5 ottobre 1994 | Pistoiese | 1 – 1 | Siena | Stadio Comunale |

## Statistiche

### Statistiche di squadra
| Competizione         | Punti | In casa | In casa | In casa | In casa | In casa | In casa | In trasferta | In trasferta | In trasferta | In trasferta | In trasferta | In trasferta | Totale | Totale | Totale | Totale | Totale | Totale | DR  |
| Competizione         | Punti | G       | V       | N       | P       | Gf      | Gs      | G            | V            | N            | P            | Gf           | Gs           | G      | V      | N      | P      | Gf     | Gs     | DR  |
| -------------------- | ----- | ------- | ------- | ------- | ------- | ------- | ------- | ------------ | ------------ | ------------ | ------------ | ------------ | ------------ | ------ | ------ | ------ | ------ | ------ | ------ | --- |
| Serie C1             | 42    | 17      | 6       | 8       | 3       | 22      | 13      | 17           | 3            | 7            | 7            | 13           | 17           | 34     | 9      | 15     | 10     | 35     | 30     | +5  |
| Coppa Italia Serie C |       | 2       | 1       | 1       | 0       | 6       | 2       | 2            | 1            | 1            | 0            | 3            | 1            | 4      | 2      | 2      | 0      | 9      | 3      | +6  |
| Totale               | -     | 19      | 7       | 9       | 3       | 28      | 15      | 19           | 4            | 8            | 7            | 16           | 18           | 38     | 11     | 17     | 10     | 44     | 33     | +11 |

### Statistiche dei giocatori[4]
| Giocatore    | Serie C1 | Serie C1 | Coppa Italia Serie C | Coppa Italia Serie C | Totale   | Totale |
| Giocatore    | Presenze | Reti     | Presenze             | Reti                 | Presenze | Reti   |
| ------------ | -------- | -------- | -------------------- | -------------------- | -------- | ------ |
| A. Armellini | 34       | -28      | ?                    | ?                    | 34+      | -28+   |
| M. Baiocchi  | 7        | 0        | ?                    | ?                    | 7+       | 0+     |
| D. Baldini   | 31       | 0        | ?                    | ?                    | 31+      | 0+     |
| G. Campioli  | 25       | 4        | ?                    | ?                    | 25+      | 4+     |
| M. Caputi    | 23       | 1        | ?                    | ?                    | 23+      | 1+     |
| F. Carsetti  | 24       | 0        | ?                    | ?                    | 24+      | 0+     |
| M. Cinelli   | 15       | 0        | ?                    | ?                    | 15+      | 0+     |
| A. Consagra  | 29       | 0        | ?                    | ?                    | 29+      | 0+     |
| G. Di Fabio  | 29       | 1        | ?                    | ?                    | 29+      | 1+     |
| A. Floridi   | 24       | 0        | ?                    | ?                    | 24+      | 0+     |
| V. Fommei    | 23       | 0        | ?                    | ?                    | 23+      | 0+     |
| F. Gambelli  | 2        | -2       | ?                    | ?                    | 2+       | -2+    |
| I. Iacona    | 7        | 0        | ?                    | ?                    | 7+       | 0+     |
| S. Lancini   | 16       | 0        | ?                    | ?                    | 16+      | 0+     |
| W. Lapini    | 31       | 15       | ?                    | ?                    | 31+      | 15+    |
| F. Lauria    | 11       | 2        | ?                    | ?                    | 11+      | 2+     |
| G. Mannari   | 6        | 0        | ?                    | ?                    | 6+       | 0+     |
| U. Marino    | 7        | 0        | ?                    | ?                    | 7+       | 0+     |
| A. Pepi      | 31       | 0        | ?                    | ?                    | 31+      | 0+     |
| R. Putelli   | 23       | 10       | ?                    | ?                    | 23+      | 10+    |
| A. Signorini | 3        | 0        | ?                    | ?                    | 3+       | 0+     |
| D. Stefani   | 28       | 1        | ?                    | ?                    | 28+      | 1+     |